# Ray Thornton
Ray Thornton właściwie Raymond Hoyt Thornton Jr. (ur. 16 lipca 1928 w Conway, zm. 13 kwietnia 2016 w Little Rock) – amerykański polityk, członek Partii Demokratycznej.

## Działalność polityczna
Od 1971 do 1973 był prokuratorem generalnym stanu Arkansas. W okresie od 3 stycznia 1973 do 3 stycznia 1979 przez trzy kadencje był przedstawicielem 4. okręgu, a od 3 stycznia 1991 do 1 stycznia 1997 przez trzy kadencje przedstawicielem 2. okręgu wyborczego w stanie Arkansas w Izbie Reprezentantów Stanów Zjednoczonych. Od 1997 do 2005 był sędzią w Sądzie Najwyższym Arkansas.